# Julio Kaiser
Julio José Román Kaiser Masdeu (* 8. Januar 1903 in Barcelona; † 29. April 1954 in Veracruz, Mexiko) war ein spanischer Fußballspieler, der in der Verteidigung bzw. im Mittelfeld agierte. Wegen des spanischen Bürgerkriegs verließ er seine Heimat und ließ sich in Mexiko nieder, wo er als Trainer die Union Deportiva Moctezuma de Orizaba zum Pokalsieg in der Saison 1946/47 führte.

## Laufbahn

### Spieler
Kaiser spielte beim FC Terrassa und wechselte 1926 zum RCD Espanyol Barcelona, bei dem er bis 1930 unter Vertrag stand. Anschließend spielte er noch mindestens eine Saison für den CF Badalona.

### Trainer
Bereits in ihrer ersten Spielzeit 1940/41 in der offiziell noch auf Amateurbasis betriebenen mexikanischen Liga Mayor betreute Kaiser die Unión Deportiva Moctezuma, die er später noch einmal übernahm und zum Pokalsieg der Saison 1946/47 führte.

## Erfolge

### Spieler
- Copa del Rey: 1929
- Campeonato de Catalunya: 1929

### Trainer
- Copa México: 1946/47